# 1. Liga (Polen) 2010/11
Die 1. Liga 2010/11 war die 63. Spielzeit der zweithöchsten polnischen Fußball-Spielklasse der Herren. Die Saison begann am 31. Juli 2010 und endete am 11. Juni 2011 und es nahmen insgesamt achtzehn Vereine teil.
Absteiger aus der Ekstraklasa waren Odra Wodzisław und Piast Gliwice. Aufsteiger aus der dritten polnischen Liga waren Ruch Radzionków, Górnik Polkowice, Termalica Bruk-Bet Nieciecza und Kolejarz Stróże.

## Teilnehmer
An der 1. Liga 2010/11 nahmen folgende 18 Mannschaften teil:
| - Bogdanka Łęczna - Dolcan Ząbki - Flota Świnoujście - GKP Gorzów Wielkopolski - GKS Katowice - Górnik Polkowice - Kolejarz Stróże - KSZO Ostrowiec Świętokrzyski - Łódzki KS - MKS Kluczbork - Odra Wodzisław - Piast Gliwice - Podbeskidzie Bielsko-Biała - Pogoń Stettin - Ruch Radzionków - Sandecja Nowy Sącz - Termalica Bruk-Bet Nieciecza - Warta Posen |

## Abschlusstabelle
| Pl. | Verein                           | Sp. | S  | U  | N  | Tore    | Diff. | Punkte |
| --- | -------------------------------- | --- | -- | -- | -- | ------- | ----- | ------ |
| 1.  | Łódzki KS                        | 34  | 20 | 11 | 3  | 059:340 | +25   | 71     |
| 2.  | Podbeskidzie Bielsko-Biała       | 34  | 20 | 9  | 5  | 053:230 | +30   | 69     |
| 3.  | Flota Świnoujście                | 34  | 19 | 9  | 6  | 058:340 | +24   | 66     |
| 4.  | Sandecja Nowy Sącz               | 34  | 15 | 11 | 8  | 052:340 | +18   | 56     |
| 5.  | Piast Gliwice (A)                | 34  | 13 | 13 | 8  | 045:310 | +14   | 52     |
| 6.  | Pogoń Stettin                    | 34  | 14 | 9  | 11 | 055:420 | +13   | 51     |
| 7.  | Warta Posen                      | 34  | 14 | 8  | 12 | 044:430 | +1    | 50     |
| 8.  | Bogdanka Łęczna                  | 34  | 14 | 8  | 12 | 044:390 | +5    | 50     |
| 9.  | Ruch Radzionków (N)              | 34  | 13 | 7  | 14 | 034:320 | +2    | 46     |
| 10. | Górnik Polkowice (N)             | 34  | 12 | 6  | 16 | 031:390 | −8    | 42     |
| 11. | GKS Katowice                     | 34  | 10 | 11 | 13 | 047:570 | −10   | 41     |
| 12. | Kolejarz Stróże (N)              | 34  | 10 | 8  | 16 | 030:430 | −13   | 38     |
| 13. | Dolcan Ząbki                     | 34  | 10 | 7  | 17 | 033:390 | −6    | 37     |
| 14. | Termalica Bruk-Bet Nieciecza (N) | 34  | 10 | 7  | 17 | 040:530 | −13   | 37     |
| 15. | MKS Kluczbork                    | 34  | 8  | 12 | 14 | 036:440 | −8    | 36     |
| 16. | KSZO Ostrowiec Świętokrzyski     | 34  | 9  | 9  | 16 | 032:430 | −11   | 36     |
| 17. | Odra Wodzisław (A)               | 34  | 9  | 5  | 20 | 029:580 | −29   | 32     |
| 18. | GKP Gorzów Wielkopolski 1        | 34  | 7  | 8  | 19 | 028:620 | −34   | 29     |

| (A) | Absteiger aus der Ekstraklasa 2009/10 |
| (N) | Aufsteiger aus der 2. Liga 2009/10    |

## Torschützenliste
| Pl. | Name                 | Team                                         | Tore |
| --- | -------------------- | -------------------------------------------- | ---- |
| 1.  | Charles Nwaogu       | Flota Świnoujście                            | 20   |
| 2.  | Arkadiusz Aleksander | Sandecja Nowy Sącz                           | 15   |
| 3.  | Marcin Mięciel       | Łódzki KS                                    | 13   |
| 4.  | Adam Cieśliński      | Podbeskidzie Bielsko-Biała                   | 12   |
| 5.  | Łukasz Cichos        | Termalica Bruk-Bet Nieciecza                 | 11   |
| 5.  | Emil Drozdowicz      | GKP Gorzów Wielkopolski                      | 11   |
| 5.  | Jakub Kosecki        | Łódzki KS                                    | 11   |
| 8.  | Jakub Biskup         | Piast Gliwice                                | 10   |
| 8.  | Andrzej Rybski       | Odra Wodzisław, Termalica Bruk-Bet Nieciecza | 10   |
| 8.  | Zbigniew Zakrzewski  | Warta Posen                                  | 10   |